# Richard Bühler (Fabrikant)
Richard Bühler (* 28. Mai 1879 in Winterthur; † 14. Mai 1967 ebenda) war ein Schweizer Textilfabrikant, Kunstsammler und Mäzen.

## Leben
Bühler wurde als Sohn eines Textilindustriellen und von dessen Frau in Winterthur geboren, wo er auch die Schule besuchte. 1905 ehelichte er Margrit Steiner. Seine Ausbildung durchlief er im elterlichen Unternehmen sowie in Deutschland, England und den USA. Nach dem Tod des Vaters leitete er gemeinsam mit seinem Bruder Hermann Bühler (1870–1926) das Spinnereiunternehmen Hermann Bühler & Co. in Winterthur.
Über den Schweizer Maler und Kunstvermittler Carl Montag kam er mit der modernen französischen Kunst in Berührung. 1907 war er Vorstand und von 1913 bis 1938 Präsident des Winterthurer Kunstvereins. Von 1913 bis 1915 gehörte er der Eidgenössischen Kunstkommission an. Von 1935 bis 1941 betätigte er sich als Präsident des Schweizer Kunstvereins und von 1925 bis 1946 des Schweizerischen Werkbundes. Aufgrund seines Wirkens erwarb der Winterthurer Kunstverein als einer der ersten moderne Kunst. 1916 förderte Bühler die Eröffnung des Kunstmuseums Winterthur. Privat betätigte er sich als Gartenarchitekt und Designer.
In den 1930er Jahren veräusserte er aus finanziellen Gründen seine Sammlung mit Schwerpunkt französische Kunst.